# 桶川市
桶川市（日语：／ Okegawa shi */?）是日本埼玉縣中東部的市，人口約7万5千人。當地由江戶時代中山道的宿場町和桶川宿發展而来，當時桶川地區種有大量紅花，稱為「桶川臙脂」。
桶川市的紅花產量為日本第二多，僅次於山形縣最上地方。當地至今還留著中山道時蔵造（江戶時代的防火土造建築物）建築物與宿場的痕跡。當地除了農業用地外，近年來也在推動城市住宅地化。

## 交通

### 鐵路
東日本旅客鐵道
- 高崎線：桶川站

## 外部連接
- 桶川市 （页面存档备份，存于）
- 桶川市观光協会 （页面存档备份，存于）